# Samuel Rodigast
Samuel Rodigast (Gröben, Sajonia-Anhalt, 19 de octubre de 1649 – Berlín, 19 de marzo de 1708) fue un poeta y escritor de himnos alemán.

## Biografía
Nació en Gröben cerca de Jena en 1649. Asistió al Gymnasium de Weimar y estudió en la Universidad de Jena. A partir de 1680, fue vicedirector y director de la Berlinisches Gymnasium zum Grauen Kloster en Berlín. Nunca cambió de puesto de trabajo, a pesar de que se le ofreció cátedra en Jena. Fue sepultado en la iglesia del monasterio.
Es recordado por el himno Was Gott tut, das ist wohlgetan (Lo que hace Dios, bien hecho está). Él pudo haberlo escrito para consolar a su amigo enfermo, el cantor Severus Gastorius, que pudo haber deseado una canción para su funeral. Gastorius se supone que compuso la melodía. Los estudiosos no se ponen de acuerdo en cuanto a las circunstancias que rodearon la creación de la canción. Fue el himno favorito del rey Federico Guillermo III de Prusia y fue cantado en su funeral. En himnario católico Gotteslob es el número 294, en el himnario protestante es el número 372. El primer verso no es obra de Rodigast sino de Michael Altenburg. Las siguientes estrofas se basan en el resto del texto, que se basa temáticamente en el Deuteronomio 32,4 de la biblia de Lutero.
Johann Sebastian Bach utilizó este himno en tres cantatas diferentes.
- Was Gott tut, das ist wohlgetan, BWV 99 escrita en 1724, se basa en el himno completo, y parafrasea las estrofas intermedias.
- Was Gott tut, das ist wohlgetan, BWV 98 escrita en 1726, empieza con la primera estrofa.
- Was Gott tut, das ist wohlgetan, BWV 100 escrita entre 1732 y 1735, utiliza las seis estrofas sin modificaciones.

Además Bach también utilizó estrofas sueltas en las cantatas BWV 12, BWV 69a, BWV 75 y BWV 144.
En la novela Frau Jenny Treibel de Theodor Fontane es mencionado Rodigast como un devoto poeta y profesor.